# Wolfgang Hepp (Schauspieler)

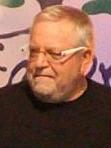
Wolfgang Hepp (2009)

Wolfgang Hepp (* 28. Januar 1941 in Singen am Hohentwiel) ist ein deutscher Schauspieler. Bekannt wurde er vor allem als Hermann Faller in der Fernsehserie Die Fallers – Die SWR Schwarzwaldserie.

## Leben
Wolfgang Hepp verließ 1960 das Gymnasium ohne Abitur und wandte sich dann der Schauspielerei zu. Nach der Ausbildung an der Otto-Falckenberg-Schauspielschule in München war sein erstes Theaterengagement von 1962 bis 1966 am Theater Ulm, dann folgten sechs Jahre am Staatstheater Kassel. Die nächsten Stationen waren von 1972 bis 1977 das Düsseldorfer Schauspielhaus (u. a. in Nathan der Weise), das Theater Basel von 1977 bis 1991, dann das Schauspiel Bonn bis 1994. Als Gast am Basler Theater spielte Hepp 1996 den Kopreus in Die Herakliden. Bei den Festspielen in Schwäbisch Hall war er 1980 und 1981 als Klosterbruder in Nathan der Weise, bei den Festspielen in Bad Hersfeld von 1987 bis 1991 ebenfalls als Klosterbruder und Mammon in Jedermann sowie als Tiger Brown in Die Dreigroschenoper zu sehen.
Neben verschiedenen Fernsehspielen spielte er auch den Kriminalrat Wolf im Tatort des SWR als Chef von Ulrike Folkerts als Lena Odenthal. Seit der ersten im September 1994 ausgestrahlten Folge der Serie Die Fallers – Die SWR Schwarzwaldserie spielt Hepp die Rolle des Hermann Faller. Im August 2025 kündigte Hepp aus gesundheitlichen Gründen seinen Ausstieg aus der Serie an.
Nachdem Hepp viele Jahre in Weil am Rhein lebte, wohnte er seit 2016 in der Nähe von Kiel, mittlerweile aber wieder in Singen am Hohentwiel. Hepp ist verwitwet. Sein Sohn starb im Jahr 2019.

## Filmografie
- 1965: Scherenschnitt
- 1966: Der Mann aus Brooklyn
- 1966: Eine kleine Harmonielehre
- 1967: Fernfahrer (Fernsehserie, 1 Folge)
- 1971–2019: Tatort (Nebenrolle in den SWR-Produktionen)
  - 1971: Auf offener Straße
  - 1972: Kennwort Fähre
  - 1973: Stuttgarter Blüten
  - 1978: Rot – rot – tot
  - 2001: Fette Krieger
  - 2001: Gewaltfieber
  - 2002: Flashback
  - 2002: Schrott und Totschlag
  - 2004: Große Liebe
  - 2004: Gefährliches Schweigen
  - 2005: Ohne Beweise
  - 2006: Revanche
  - 2007: Die dunkle Seite
  - 2008: Tatort: Schatten der Angst
  - 2019: Anne und der Tod
- 1978: MS Franziska (Fernsehserie, 1 Folge)
- 1984: Der Dieb, der nicht zu Schaden kam
- 1984: Matt in 13 Zügen (Miniserie)
- 1986: Das heilige Experiment
- 1988: Lorentz & Söhne
- 1990: Der Gatte – Das Dossier
- seit 1994: Die Fallers – Die SWR Schwarzwaldserie (Fernsehserie)
- 1997: Schlank bis in den Tod
- 1998: Aus heiterem Himmel (Fernsehserie, 1 Folge)
- 1999: Die Wache (Fernsehserie, 2 Folgen)
- 2000: OP ruft Dr. Bruckner (Fernsehserie, 1 Folge)
- 2000: Wolfsheim
- 2001: Großstadtrevier (Fernsehserie, 1 Folge)
- 2003: Ein Fall für zwei (Fernsehserie, 1 Folge)
- 2003: Morgen früh ist die Nacht um
- 2006: SOKO Wien (Fernsehserie, 1 Folge)
- 2007: Der Kronzeuge
- 2009: Um Himmels Willen (Fernsehserie, 1 Folge)
- 2010: Gräfliches Roulette
- 2010: Vom Ende der Liebe
- 2014: In gefährlicher Nähe (auch: Am Ende des Tages)